# Carl Karwinsky
Carl Freiherr von Karwinsky, ab 1918 Carl Karwinsky (* 17. September 1888 in Innsbruck, Österreich-Ungarn; † 10. April 1958 in Schruns) war ein österreichischer Politiker.

## Leben
Karwinsky entstammte einer altösterreichischen Adelsfamilie. Sein Vater war Generalmajor Gustav von Karwinski, seine Mutter war Eugenie, geborene Freiin von Lichtenthurn. Er war verheiratet mit Elisabeth, geborene Gerngross; aus der Ehe stammte der Sohn Nikolaus. Karwinsky verbrachte seine Gymnasialzeit am Theresianum und seine Studienzeit an der Universität Wien, wo er als Jurist promovierte. Während des Ersten Weltkrieges war Karwinsky Husarenoffizier und musterte als Oberleutnant des K.u.k. Husaren-Regiment „Wilhelm II. König von Württemberg“ Nr. 6 ab.

## Politische Tätigkeit
Nach dem Ersten Weltkrieg begann er seine Karriere als Präsidialchef beim Landeshauptmann von Niederösterreich. 1933 wurde er zum Sicherheitsdirektor für Niederösterreich und das Burgenland ernannt. Von 1933 bis 1934 war Karwinsky parteiloser Staatssekretär für das Angelegenheiten des Sicherheitswesens in der Regierung Dollfuß (bis zum 29. Juli 1934). Dabei war er im Auftrag von Engelbert Dollfuß in der Zeit nach der Parlamentskrise als Unterhändler mit den Sozialdemokraten, vor allem mit Landesrat Heinrich Schneidmadl und Karl Renner sowie dessen Entwurf für eine neue österreichische Verfassung, befasst. Diese Verhandlungen kamen aufgrund des Februaraufstandes der Sozialdemokraten zu einem abrupten Ende. Während des Juliputsches der Nationalsozialisten befand er sich im Bundeskanzleramt und erlebte mit einem weiteren Mitglied der Bundesregierung, Minister Emil Fey, die Ermordung von Bundeskanzler Dollfuß. Vom 29. Juli 1934 bis zum 17. Oktober 1935 war Karwinsky Staatssekretär für Justiz in der Regierung Schuschnigg. Nach 1935 wurde er Präsident des Bundesamtes für Statistik. Nach dem Anschluss Österreichs an das Deutsche Reich wurde er verhaftet und in das KZ Dachau beziehungsweise später in das KZ Mauthausen verbracht.
Nach dem Zweiten Weltkrieg fungierte er als Berater der amerikanischen Militärregierung in Salzburg. Karwinsky war in den 1950er Jahren Initiator und Mitglied des Forschungsinstituts für Fragen des Donauraumes in Salzburg, das von Theodor Hornbostel  gegründet wurde. Das Forschungsinstitut für Fragen des Donauraumes hatte sich weniger Aufgaben der Forschung zum Ziel gesetzt, sondern es war eine Vereinigung sogenannter Legitimisten (Monarchisten), die nach 1945 Hoffnungen in eine habsburgisch regierte Föderation, bestehend aus Bayern, Österreich und Ungarn, setzten. Die heutige Nachfolgeinstitution ist das Institut für den Donauraum und Mitteleuropa, dessen Vorsitzender Erhard Busek ist.